# Calabrië
Calabrië (Italiaans: Calabria) is een regio in het zuiden van Italië, ten zuiden van Napels. De regio vormt feitelijk de zuidwestelijke punt aan de voorkant van de Laars van Italië. In het noorden wordt zij begrensd door de regio Basilicata, in het westen door de Tyrreense Zee en in het oosten door de Ionische Zee. Calabrië ligt tegenover het eiland Sicilië, waar het van gescheiden is door de Straat van Messina. De oppervlakte van de regio beslaat 15.079 km² en heeft een inwonertal van ongeveer 2,01 miljoen.
De regionale hoofdstad is Catanzaro. De regio is opgedeeld in vijf provincies, met gelijknamige hoofdsteden: Catanzaro, Cosenza, Crotone, Reggio Calabria en Vibo Valentia.
Het zeewater rond Calabrië is zeer helder. De dichter Gabriele d'Annunzio noemde de kust bij Reggio De mooiste kilometer in Italië.
In deze regio zijn nog veel Arbëreshë te vinden, Albanezen die in de 15e eeuw emigreerden naar Italië.

## Geschiedenis
Calabrië was een belangrijk centrum van de Griekse beschaving voor de opkomst van het Romeinse Rijk. Hier leefde Pythagoras en de bekendste Griekse beelden zijn de Bronzi di Riace die zich nu in het Nationaal Museum van Reggio Calabria bevinden. Calabrië was vele jaren lang onderdeel van het Romeinse Rijk en kwam onder de heerschappij van het Byzantijnse Rijk na de val hiervan en daarna van de Noormannen. Deze laatsten vormden het Koninkrijk Napels, dat in diverse hoedanigheden over Calabrië heerste tot de eenwording van Italië. Dit koninkrijk zelf kende vele overheersers: de Spaanse Habsburgers, de Oostenrijkse Habsburgers; het Franse huis Bourbon en kort Napoleons Murat. Gedurende deze hele tijd bleef Calabrië een arme en uitgebuite regio. Aspromonte, een bergachtige streek in centraal Calabrië, was het toneel van de beroemde slag van de Risorgimento (eenwording van Italië) waarin Garibaldi gewond raakte.
De georganiseerde misdaad was tientallen jaren lang zeer sterk in Calabrië, maar neemt in betekenis af.

## Geologie
Wanneer men de geologie van Calabrië in ogenschouw neemt, wordt er over het algemeen gerefereerd aan "De Calabrische Boog", een halfrond gevormde geografisch-geologische eenheid die zich uitstrekt van het zuidelijk gedeelte van de Basilicata, tot en met de noordoostelijke zijde van Sicilië, het Peloritaanse gebergte (hoewel sommige auteurs deze benaming toeschrijven aan een groter gebied, van Napels tot en met Palermo in Sicilië).
De regio Calabrië bestaat voornamelijk uit gesteente van het "grondgebergte" (kristallijne en metamorfe gesteenten) van Paleozoïsche en latere ouderdom, bedekt met (meestal Laat-) Neogene sedimentaire gesteenten. Studies (geologisch veldwerk en seismische secties en diepe boringen voor olie en gas exploratie) hebben aangetoond dat dit "grondgebergte" gesteente een bovenste tektonische eenheid (een dekblad) is, dat deel uitmaakt van de Apennijnse en Siciliaanse-Maghrebide dekblad gebergten.
De Neogene evolutie van het Centraal Mediterrane Gebied wordt gedomineerd door de migratie van de Calabrische Boog naar het zuidoosten, waarbij zij de Afrikaanse Plaat en zijn noordwaartse extensies overschuift (Argand, 1916; Boccaletti and Guazzone, 1972). De Calabrische boog kan derhalve opgesplitst worden in de Zuid-Apennijnse gebergteketen, het "Calabrisch-Peloritaanse Blok" en het Siciliaanse-Maghrebide gebergte. Het zogeheten voorlandgebied, het gedeelte dat overschoven wordt, is in dit geval de Apulische Plaat, het Ragusa Block en het Ionische Bekken daartussen, alle drie noordelijke extensies van de Afrikaanse Plaat. De Tyrreense Zee wordt beschouwd als het "achterlandbekken" van dit subductie systeem, waarbij de zuidelijke plaat van Afrikaanse affiniteit dus onder de noordelijke van Europese affiniteit in subductie gaat.
De fascinerende geologie van Calabrië wordt reeds meer dan een eeuw bestudeerd: Voor details betreffende de oudere literatuur wordt meestal naar Ogniben (1973) verwezen. Ippolito (1959) presenteerde een bibliografie die de meeste werken tot dat moment bevat. Interessante boeken, reviews en "milestones" die de geologie van Calabrië beschrijven zijn: Cortese (1895), Limanowski (1913), Quitzow (1935), Caire et al. (1960), Caire (1961), Grandjacquet et al. (1961), Ogniben (1969, 1973), Caire (1970, 1975, 1978), Burton (1971), Amodio-Morelli et al. (1976), Dubois (1976), Grandjacquet and Mascle (1978), Moussat (1983), van Dijk (1992) en van Dijk et al. (2000).
Er moet op worden gewezen dat de oudere werken doorgaans de evolutie van het grondgebergte van Calabrië betreffen, waarbij de Neogene gesteentes dan over het algemeen als latere ("post-orogenetische, extensieve") bedekking van de structuren werden beschouwd. In de loop van de tijd kwam er meer en meer informatie beschikbaar over de deformatie van de Neogene sedimenten, die uitwees dat de "post-orogene" periode pas na het Eoceen, na het begin Mioceen en waarschijnlijk pas na het midden Pleistoceen begon.
Op het moment is het gebied seismisch en vulkanisch zeer actief; over het algemeen wordt deze aardbevingsactiviteit toegeschreven aan het herstellen van een isostatisch evenwicht na de laatste deformatiefase in het midden-Pleistoceen, hoewel sommige auteurs van mening zijn dat de subductie ook recent nog doorgaat.

## Provincies en belangrijke steden
|  | Provincie/metropolitane stad | Afkorting | Hoofdstad          | Belangrijke plaatsen        |  |
|  | Catanzaro                    | CZ        | Catanzaro          | Lamezia Terme               |  |
|  | Cosenza                      | CS        | Cosenza            | Rossano, Corigliano Calabro |  |
|  | Crotone                      | KR        | Crotone            | Isola di Capo Rizzuto       |  |
|  | Reggio di Calabria           | RC        | Reggio di Calabria | Palmi, Gioia Tauro          |  |
|  | Vibo Valentia                | VV        | Vibo Valentia      | Tropea                      |  |

## Bekende inwoners van Calabrië
- Pythagoras (ca.570 v.Chr.-ca.500 v.Chr.), Griekse filosoof, wetenschapper en wiskundige
- Joachim van Fiore (1135-1202), mysticus
- Frank Costello (1891-1973), Amerikaans gangster
- Rocco Granata (1942), Belgisch zanger
- Donatella Versace (1955), modeontwerpster
- Gennaro Gattuso (1978), voetballer